# Philipp von Württemberg

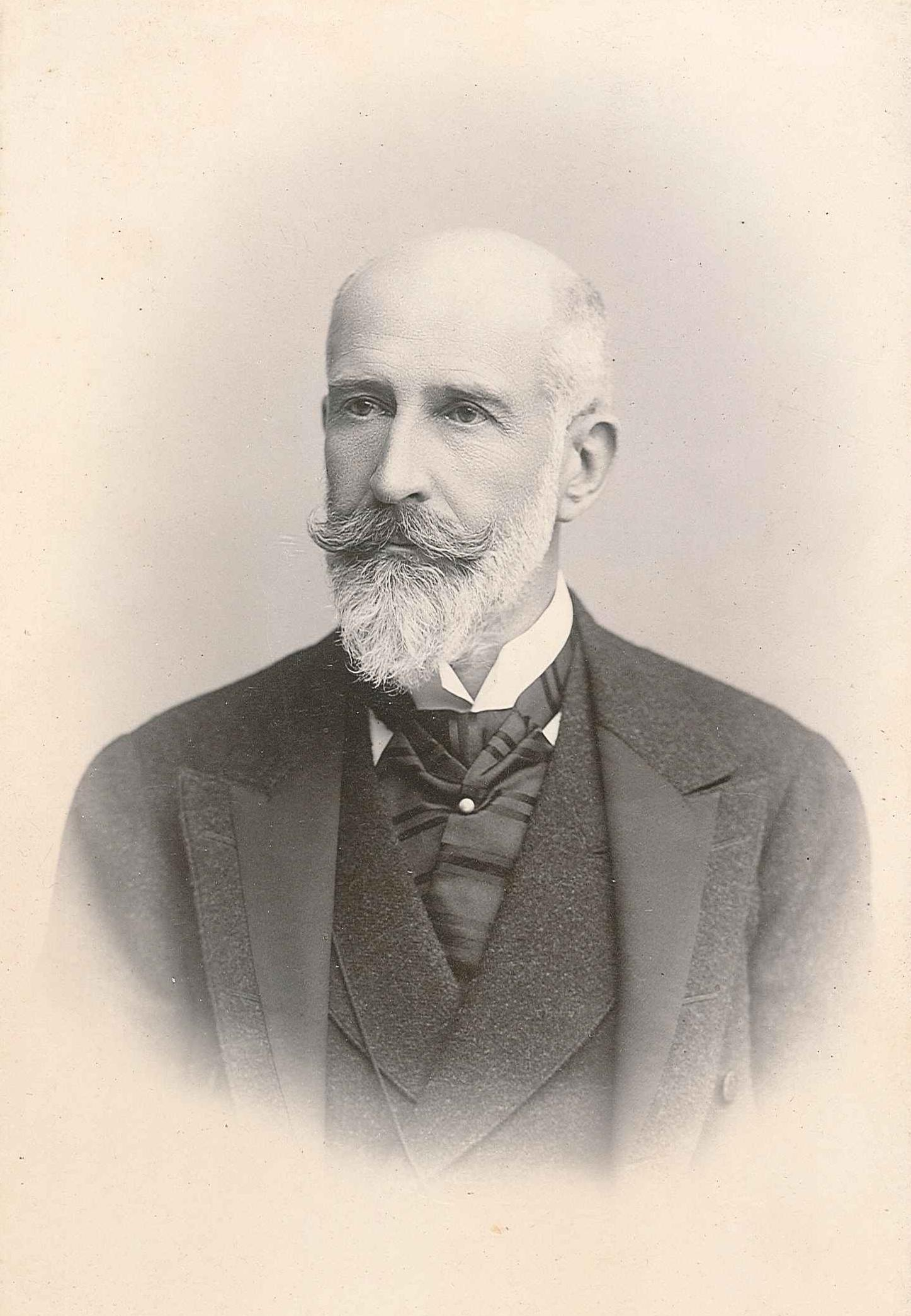
Herzog Philipp von Württemberg (1893)

Philipp Alexander Maria Ernst Herzog von Württemberg (* 30. Juli 1838 in Neuilly-sur-Seine; † 11. Oktober 1917 in Stuttgart) war ein Mitglied des königlichen Hauses Württemberg und der Begründer von dessen katholischer Linie, die seit 1921 die einzige im Mannesstamm erhaltene Linie des Hauses ist. Er war der Sohn von Herzog Alexander Friedrich Wilhelm von Württemberg und Marie Christine von Orléans.

## Leben
Da die Mutter starb, als der Sohn erst sechs Monate alt war, brachte man ihn an den Pariser Hof, wo er von seinen Großeltern König Louis Philippe von Frankreich und Königin Marie Amélie erzogen wurde. Obwohl das Haus Württemberg und damit auch der Vater protestantisch waren, wurde der Junge katholisch getauft und begründete damit die katholische Linie des Hauses. Im Jahr 1848 floh die königliche Familie aufgrund der Februarrevolution aus Paris. Der Junge kehrte zu seinem Vater zurück und bewohnte mit ihm Schloss Fantaisie in Bayreuth.

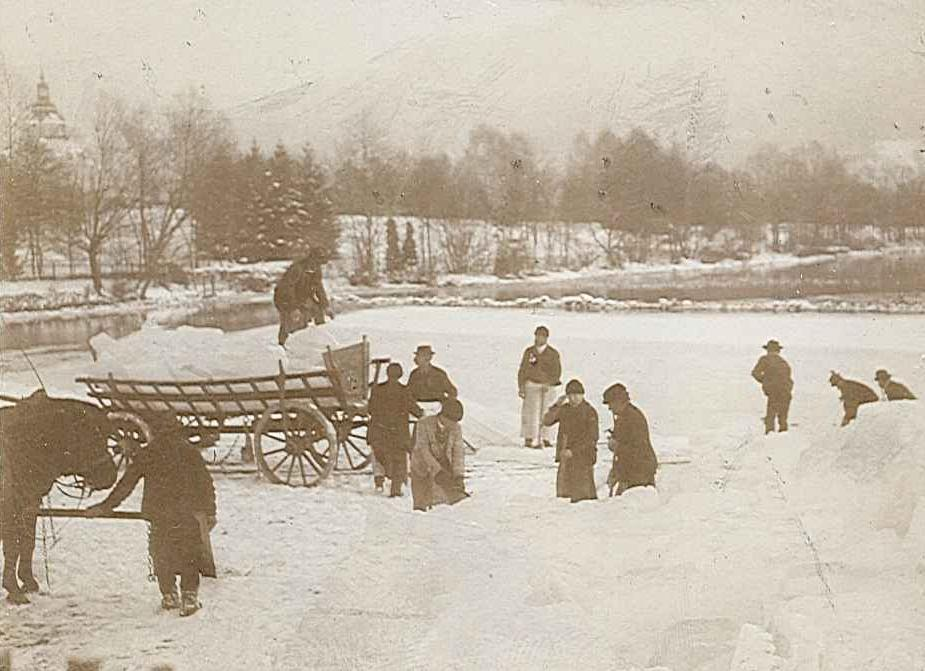
Foto von Philipp von Württemberg, Dezember 1899: Eis-Brechen und -Transport an einem österreichischen See

Als junger Mann hielt Herzog Philipp um die Hand der Prinzessin Sophie in Bayern an, der jüngsten Schwester von Kaiserin Elisabeth von Österreich. Dieses Heiratsprojekt zerschlug sich jedoch, woraufhin Philipp 1865 Erzherzogin Marie Therese zur Frau nahm. An der Ringstraße ließ sich das Paar vom Münchner Baumeister Arnold Zenetti unter Mitwirkung des Architekten Heinrich Adam einen prächtigen Stadtpalast, das „Palais Württemberg“, erbauen und wohnte seit 1866 darin, ohne sich dort wohlzufühlen. Deshalb wurde das Palais 1871 verkauft, umgebaut und zur Wiener Weltausstellung 1873 als Hotel Imperial eröffnet. Das Herzogspaar bezog den Strudelhof in Wien. In Altmünster am Traunsee ließ Herzog Philipp von 1873 bis 1876 durch Heinrich Adam eine prachtvolle Villa bauen und benannte sie nach seiner Gemahlin „Villa Marie Therese“. Im Jahr 1955 fiel dieses Gebäude durch den Österreichischen Staatsvertrag an die Republik Österreich und ist heute – nach einer historisch getreuen Restaurierung – Bundesgymnasium.
Neben der Jagd – für die in Hinterstoder größere Gebiete angekauft wurden – galt das Interesse des Herzogs der Fotografie. Mit den damals modernsten Kameras machte er Aufnahmen, die zum Teil einmalig sind.
Im Königreich Württemberg zeichnete sich gegen Ende des 19. Jahrhunderts die Situation ab, dass König Wilhelm II. keine erwachsenen Söhne haben würde. Sein Sohn Ulrich starb 1880 als Säugling. Da auch in anderen Linien des Hauses keine standesgemäßen Söhne vorhanden waren, jedoch die männliche Thronfolge galt, fiel das Thronfolgerecht an Herzog Philipp. Aufgrund seines Alters – er war zehn Jahre älter als der König – wurde jedoch von vornherein sein Sohn Herzog Albrecht als künftiger Thronfolger angesehen und entsprechend in die Geschäfte eingeführt. Herzog Philipp bewohnte mit seiner Familie das Prinzenpalais in Stuttgart, nachdem er 1905 den Strudelhof in Wien verkauft hatte. Im Alter von 79 Jahren verstarb der Herzog in Stuttgart und wurde in Ludwigsburg beigesetzt; im Jahr 1927 ließ sein Sohn Albrecht den Sarg in die neu erbaute Familiengruft an der Schloss- und Pfarrkirche St. Michael in Altshausen überführen. Herzog Philipp ist Stammvater des heutigen Hauses Württemberg.
Gemäß den Ordensstatuten wurde ihm mit der Vollendung seines vierzehnten Lebensjahrs das Großkreuz des Ordens der Württembergischen Krone verliehen.

## Mandat in der Kammer der Standesherren
Als Prinz des Hauses Württemberg besaß Herzog Philipp von 1861 bis zu seinem Tod ein Mandat in der württembergischen Kammer der Standesherren, ließ sich jedoch stets durch andere Mitglieder der Kammer vertreten.

## Nachkommen

Herzog Franz von Teck (1837–1900), Herzogin Mary Adelaide von Teck (1833–1897), Herzog Philipp von Württemberg (1838–1917) und Herzogin Marie Therese von Württemberg geb. Erzherzogin von Österreich (1845–1927) in England, um 1866

Herzog Philipp heiratete am 18. Januar 1865 in der Kammerkapelle der Wiener Hofburg Erzherzogin Marie Therese von Österreich (1845–1927), Tochter von Feldmarschall Erzherzog Albrecht von Österreich-Teschen. Das Paar hatte fünf Kinder:
- Albrecht (1865–1939) ⚭ Margarete Sophie von Österreich (1870–1902)
- Marie Amelie (1865–1883), jüngere Zwillingsschwester Albrechts, starb an Tuberkulose
- Maria Isabella (1871–1904) ⚭ Johann Georg Prinz von Sachsen (1869–1938)
- Robert (1873–1947) ⚭ Maria Immaculata von Österreich (1878–1968), Tochter von Erzherzog Karl Salvator von Toskana (1839–1892)
- Ulrich (1877–1944)